# The Vomit Arsonist
The Vomit Arsonist (englisch Der Kotz-Brandstifter) ist ein 2001 gegründetes amerikanisches Death-Industrial-Projekt.

## Geschichte
The Vomit Arsonist wurde circa 2001 als Soloprojekt des amerikanischen Musikers Andrew Grant begründet. Grant begann im Alter von 17 Jahren, Noise und Industrial für sich zu erkunden. Aus einer vorausgegangenen Bandaktivität und gemeinsamen Konzerten mit verschiedenen Interpreten des Post-Industrial und Noise gewann Grant zunehmend Zuneigung zum Genre. Unter dem Eindruck eines lokalen Noise-Duos, das seine Auftritte nutzte, um das Publikum mit „wahnsinnig ohrenbetäubenden Frequenzen“ aus dem Saal zu treiben, fasste er den Entschluss, ähnlich zu agieren. Die Idee, sein Publikum mit grausamen und scheußlichen Lärm zu irritieren, stand so als Ausgangspunkt für The Vomit Arsonist. Sein frühes Equipment „bestand aus einem 10-Dollar-Mikrofon von RadioShack, ein paar Effektpedalen und einem kaputten Radio“.
In dieser Phase wählte Grant auch den Bandnamen, den er selbst ebenso wenig ernst nahm wie seinen musikalischen Ansatz. Der Namenswahl schrieb er später keine besondere Bedeutung zu. The Vomit Arsonist sie nur „ein dummer Name“, den er sich ausgedacht habe, „als das Projekt nichts mehr als unhörbarster Müll sein sollte“. Dennoch sei es eine Fragen, die nach seinem Empfinden „in jedem Interview“ gestellt werde. Da seine Musik allerdings auf Zuspruch stieß, behielt er den Namen bei und entwickelte das Projekt weiter. Die frühe Phase wurde mit den als Download veröffentlichten Alben Loose Girls Make the Best Wives und Self Laceration über das Label Traumatic Creations abgeschlossen. Bis zu seinem ersten Auftritt im Jahr 2006 hatte sich The Vomit Arsonist bereits zu Grants musikalischem Hauptprojekt mit einem ernsten Ansatz gewandelt. Insbesondere nicht näher benannte persönliche Erfahrungen in den Jahren vorweg spielten dabei eine gewichtige Rolle.

„Within two years of my moving to Rhode Island, I had some really heavy life changes to deal with, most of which were not my decision nor something I wanted…to make a very long story short, I had all this horrible shit going on in my life and I channeled it into the music, which changed the sound. Things got darker, more real, and less “noise for the sake of noise.” It became intensely personal.“

„Binnen zwei Jahren nach meinem Umzug nach Rhode Island musste ich mich mit einigen schwerwiegenden Veränderungen in meinem Leben auseinandersetzen, die meisten davon waren weder meine Entscheidung noch etwas, das ich wollte … Um es kurz zu machen, ich hatte all diese schreckliche Scheiße in meinem Leben im Gang und ich haben es in die Musik kanalisiert, was den Sound veränderte. Es wurde dunkler, realer und weniger ‚Lärm um des Lärms willen‘. Es wurde sehr persönlich.“

Grant änderte in dieser Phase den musikalischen und lyrischen Ansatz des Projektes vom Lärm und anfänglichen automatischen und assoziativen Sprechen zu strukturierter Musik und dem Verfassen von Texten, die einen persönlichen und therapeutischen Charakter haben. Mit dem Album Axiom, das 2006 über Voidstar Productions erschien, begann The Vomit Arsonist, sich zunehmend dem Death Industrial zu widmen. Veröffentlichungen des Projektes erschienen seither über Unternehmen wie Malignant Records oder Oppressive Resistance Recordings.

## Stil
Der Stil von The Vomit Arsonist behält eine „düstere, depressive und verzweifelte“ Atmosphäre, die mit „Chaos und Zerstörung“ assoziiert wird. Anfangs von Interpreten des Japanoise und frühen Post-Industrial beeinflusst, entdeckte Grant mit Dark Ambient, Power Electronics und Death Industrial neue Ausdrucksmöglichkeiten. Interpreten wie Brighter Death Now, Navicon Torture Technologies, Steel Hook Prostheses, Atrax Morgue, Whitehouse, MZ. 412, Megaptera übten mit einer „dunkeln, finsteren und nihilistischen Seite“, die im Noise sonst kaum zu finden gewesen sei, einen nachhaltigen Einfluss auf seine Musik.

„Basically, I wanted to emulate all these projects.“

„Im Grunde wollte ich all diese Projekte nachahmen.“

Entsprechend ordnet sich die Musik dem Death Industrial unter. The Vomit Arsonist erzeugt durch die Vermengung mit Facetten aus Harsh Noise, Power Electronics, Drone Doom und Black Metal „intensive und lebendige Klanglandschaften“.

„Der Sound gestaltet sich dicht, schwer und harsch: es grollt und brummt, rumpelt und scheppert wie von Eisenketten und schwerem Gerät, das Tempo bleibt durchgängig zurückhaltend bis langsam, während die gewohnt bis zur völligen Entstellung verzerrten und verwaschenen Vocals angesichts der allumfassenden, agonalen Geworfenheit des Seins schimpfen und zetern bis der Arzt kommt – oder, besser: die vier Reiter der Apokalypse, um dem deprimierenden existenziellen Kaspertheater ein- für allemal ein effektives Ende zu setzen. Die … äh … Beatelemente – wenn man die wuchtigen, tieffrequenten Schläge und Stöße, die mal mehr, mal weniger rhythmisch die Membranen erschüttern, denn so nennen will – kommen im Vergleich zum Vorgänger ‚Only Red‘ noch etwas sparsamer und dezenter zum Einsatz, was den durchgängig finsteren, desperaten Gesamteindruck des Albums zusätzlich befördert.“

## Diskografie (Auswahl)
- 2004: Loose Girls Make the Best Wives (Download-Album, Traumatic Creations)
- 2005: Self Laceration (Download-Album, Traumatic Creations)
- 2006: Axiom (Album, Voidstar Productions)
- 2009: The Vomit Arsonist / Minotaur (Split-Album mit Minotaur, The Institute for Organic Conversations)
- 2009: Wretch (Album, Cipher Productions, Force of Nature Productions)
- 2009: Earhate / The Vomit Arsonist (Split-Album mit Earhate, Total Vomit Records)
- 2009: The Vomit Arsonist / Wince / Peter J. Woods (Split-Album mit Wince und Peter J. Woods, Phage Tapes)
- 2009: Seven Morgues - Thee Virginal Brides - The Vomit Arsonist (Split-Album mit Seven Morgues und Thee Virginal Brides, [walnut + locust])
- 2013: Wretch Reimagined (Split-Album mit Theologian, Annihilvs)
- 2012: Go Without (Album, Assembly of Hatred)
- 2012: Post Partum (Split-Album mit Deviated Sister TV, Corrosive Art Records)
- 2013: Nature Is Satan’s Church (Split-Album mit Theologian, Oppressive Resistance Recordings)
- 2013: An Occasion for Death (Album, Malignant Records)
- 2015: Only Red (Album, Malignant Records)
- 2017: Meditations on Giving up Completely (Album, Malignant Records)
- 2018: The Icy Bleakness of Things (Split-Album mit Theologian, Cloister Recordings)
- 2018: Further (Album, Gutter Bloat)
- 2019: That Which Has Been Forgotten (Album, Malignant Records)
- 2021: The Vomit Arsonist \ Peace Doctrine (Split-Album mit Peace Doctrine, Damien Records)
- 2022: There Is No Future I Want to Be a Part Of (Album, Cloister Recordings)
- 2025: To What End (Album, Cloister Recordings)